# 八重洲無線
八重洲無線株式会社（やえすむせん、英: Yaesu Musen Co., Ltd.）は、東京都品川区に本社を置く日本の無線通信機器メーカーである。

## 概要
業務用無線通信機器、船舶無線機器、航空無線機器などを扱っている。アマチュア無線機器分野でJVCケンウッド・アイコム・アルインコとならぶ大手メーカーである。

## 沿革
- 1956年 - 株式会社ゼネラルテレビサービスを東京都大田区に設立する。
- 1958年 - 短波帯SSB無線機の製造と販売を開始する。
- 1962年 - 短波帯SSB送信機をオーストラリアへ輸出開始する。
- 1963年 - 短波帯SSB送信機をヨーロッパ各国へ輸出開始する。
- 1964年 -
  - 本社を八重洲へ移転し、八重洲無線株式会社へ商号を変更する。
  - 製品にYAESUブランド使用開始する。
- 1967年 - 短波帯SSBトランシーバをアメリカ合衆国へ輸出開始する。
- 1968年 - 生産能力増強のため福島県長沼町に長沼工場を新設。
- 1973年 - 須賀川工場を新設し、YAESU USA, Inc.をロサンゼルスに設立する。
- 1978年 - 本社を下丸子へ移転し、業務無線通信機器市場へ参入する。
- 1983年 - 中国国営工場と生産契約を締結する。
- 1988年 - YAESU EUROPE B. V.をアムステルダムに設立する。
- 1989年 - 株式会社ヤエスを岩手県に設立する。
- 1991年 - ジャスダック証券取引所に株式公開する。
- 1994年 - YAESU UK LTD.をロンドンに設立する。
- 1995年 - VERTEX STANDARD HK LTD.を香港に設立する。
- 1998年 - 日本マランツの通信機部門と商標スタンダードを買収する。
- 1999年 - STANDARD HORIZONブランドを使用開始し、海外船舶無線通信市場へ参入する。
- 2000年 -
  - 本社を中目黒へ移転して株式会社バーテックススタンダードへ商号変更する。
  - ボッシュブレーキシステムから株式会社トロンデュールを買収して情報通信市場へ参入する。
  - 須賀川工場及び株式会社ヤエスを株式会社トロンデュールへ事業譲渡する。
- 2001年 - 日本アマチュア無線機器工業会（JAIA）を脱退する。
- 2003年 -
  - 中国蘇州市に蘇州工場を新設する。
  - ニューヨーク市警察へ業務用通信機器を出荷開始する。
- 2004年 - 株式会社トロンデュールEMS事業から会社分割により新設したKYBトロンデュール株式会社をカヤバ工業（現:カヤバ株式会社）へ譲渡する。
- 2005年 - 業務用P25（英語版）[1]デジタル通信機を販売開始する。
- 2006年 - VERTEX STANDARD（AUSTRALIA）PTY., LTD.をメルボルンに設立する。
- 2008年 -
  - モトローラの友好的株式公開買い付けを受諾して資本と事業で提携を開始する。
  - 4月22日 - 株式上場を廃止する。
- 2009年 - 
  - 国内船舶無線通信市場へ参入する。
  - 10月1日 - 販売子会社の株式会社スタンダードを吸収合併する。
- 2011年 - 本社を天王洲へ移転し、業務用DMR[2]デジタル通信機を販売開始する。
- 2012年
  - モトローラへ開発と製造部門の一部を売却し、モトローラ保有の株式を自社株取得する。
  - 商号変更して八重洲無線株式会社へ社名を戻す。
  - 1月1日 - 業務機開発製造部門のバーテックススタンダードLMR合同会社と、アマチュア機部門及び業務機国内販売部門の八重洲無線株式会社に分割する。
- 2013年 - 携帯型アマチュアデジタル無線機を販売開始する。

## 製品
| カテゴリ                             | 型番                            |
| ------------------------------------ | ------------------------------- |
| 固定                                 | FTDX9000D/Contest/MP/MP Contest |
| 固定                                 | FTDX5000MP/D/M                  |
| 固定                                 | FTDX3000D/DM/DS                 |
| 固定                                 | FTDX1200/M/S                    |
| 固定                                 | FT-450D                         |
| モバイル                             | FT-991/M/S                      |
| モバイル                             | FT-991A/AM/AS                   |
| モバイル                             | FT-897D                         |
| モバイル                             | FT-891/M/S                      |
| モバイル                             | FT-857D                         |
| モバイル                             | FT-817ND                        |
| FM車載                               | FTM-10/H/S                      |
| FM車載                               | FT-8900                         |
| FM車載                               | FT-8800                         |
| FM車載                               | FT-7900                         |
| FM車載                               | FT-1900                         |
| FM車載                               | FT-1907                         |
| C4FMデジタル車載                     | FTM-400D/DH , FTM-400XD/XDH     |
| C4FMデジタル車載                     | FTM-100D/DH                     |
| C4FMデジタルハンディートランシーバー | FT1D , FT1XD                    |
| C4FMデジタルハンディートランシーバー | FT2D                            |
| C4FMデジタルハンディートランシーバー | FT3D                            |
| C4FMデジタルハンディートランシーバー | FT-70D                          |
| ハンディトランシーバー               | VX-6                            |
| ハンディトランシーバー               | VX-7                            |
| ハンディトランシーバー               | VX-8/D/G                        |
| ハンディトランシーバー               | FT-60                           |
| ハンディトランシーバー               | FT-65                           |
| ハンディトランシーバー               | FT-270                          |
| ハンディトランシーバー               | FT-277                          |
| コミュニケーションレシーバー         | VR-150                          |
| コミュニケーションレシーバー         | VR-160                          |

## 生産完了
| カテゴリ                     | 型番          |
| ---------------------------- | ------------- |
| 固定                         | FT-2000/D/M/S |
| 固定                         | FT-950        |
| 固定                         | FT-847        |
| 固定                         | FT-767        |
| 固定                         | FT-757        |
| 固定                         | FT-747        |
| 固定                         | FT-736        |
| 固定                         | FT-726        |
| 固定                         | FT-655        |
| 固定                         | FT-625/D      |
| 固定                         | FT-401        |
| 固定                         | FT-301        |
| 固定                         | FT-107        |
| 固定                         | FT-102        |
| 固定                         | FT-101        |
| 固定                         | FT-ONE        |
| モバイル                     | FT-817        |
| モバイル                     | FT-857        |
| モバイル                     | FT-897        |
| モバイル                     | FT-780        |
| モバイル                     | FT-680        |
| モバイル                     | FT-280        |
| モバイル                     | FT-100        |
| FM車載機                     | FT-7800       |
| FM車載機                     | FT-627        |
| FM車載機                     | FTM-350A/AH/H |
| FM車載機                     | FT-3900H      |
| FM車載機                     | FT-2700R/H    |
| FM車載機                     | FT-230        |
| FM車載機                     | FT-730R       |
| FM車載機                     | FT-720V/U     |
| ハンディートランシーバー     | VX-5          |
| ハンディートランシーバー     | FT-203        |
| ハンディートランシーバー     | FT-73         |
| ハンディートランシーバー     | FT-690        |
| ハンディートランシーバー     | FT-727G       |
| ハンディートランシーバー     | FT-70GC       |
| ハンディートランシーバー     | FT-104        |
| コミュニケーションレシーバー | VR-500        |
| コミュニケーションレシーバー | VR-5000       |
| コミュニケーションレシーバー | FRG-965       |
| コミュニケーションレシーバー | FR-101        |
| コミュニケーションレシーバー | FRG-7         |
| リニアアンプ                 | VL-1000       |